# Nyeds kontrakt
Nyeds kontrakt var ett kontrakt inom Svenska kyrkan i Karlstads stift. Kontraktet upphörde 31 december 2000.
Kontraktskoden var 0904.

## Administrativ historik
Kontraktet bildades 1721 genom en uppdelning av Östersysslets kontrakt och omfattade från 1725
- Filipstads församling
- Färnebo församling som 1971 uppgick i Filipstads församling
- Brattfors församling
- Nordmarks församling
- Rämmens församling
- Gåsborns församling
- Väse församling
- Nyeds församling
- Älvsbacka församling
- Alsters församling
- Kroppa församling
- Storfors församling bildad 1960
- Ölme församling som 1974 överfördes till Visnums kontrakt
- Lungsunds församling
- Bjurtjärns församling som 1962 tillfördes från Visnums kontrakt
- Östra Fågelviks församling som 1962 överfördes till Domprosteriet

Vid upplösningen 2001 övergick Nyeds, Väse, Älvsbacka och Alsters församlingar till Domprosteriet medan övriga övergick till den då bildade Östra Värmlands kontrakt

## Kontraktsprostar
- 1721-1750 Axel Noreen, Nyed
- 1750-1758 Erik Kjellin, Sunne
- 1760-1772 Nils Bodin, Ölme
- 1772-1775 Olof Fryxell, Väse
- 1775-1784 Andreas Magni Gröndal, Nyed
- 1784-1787 Biskop Herman Schröderheim
- 1788-1805 Lars Wallin, Kroppa
- 1805-1821 Jonas Frykstedt, Sunne
- 1821-1831 Pehr Nathanael Helling, Filipstad
- 1831-1844 Magnus Lagerlöf, Nyed
- 1844-1861 Carl Magnus Bågenholm, Väse
- 1861-1863 Anders Fredrik Björlin, Filipstad
- 1864-1868 Fredrik Arrhenius, Ölme
- 1868-1870 Carl Petter Pettersson, Alster
- 1871-1876 Daniel Nordmark, Väse
- 1876-1882 Nils Gustaf Lundström, Kroppa
- 1882-1902 Johan Petter Höjer, Ölme
- 1902-1919 Olof Martinson, Brattfors
- 1919-1926 Karl Axel Fredén, Kroppa
- 1926-1936 Johan Nyrin, Alster
- 1937-1946 Erik Johan Kjerrud, Kroppa
- 1946-1951 Karl Teodor Beckman, Rämmen
- 1951-1959 Johan Birger Raning, Filipstad
- 1959-1967 Iwan Oscar Leopold Hjerdt, Väse
- 1967-1972 Carl Franz Leonard Holmgren, Lungsund
- 1972-1979 Sven Jansson, Alster
- 1979-1987 Lars-Erik Ohlson, Filipstad
- 1987-1995 Per-Olof Borg, Väse
- 1995-1997 Monica Mellström, Rämmen
- 1997-2001 Erland Johansson, Väse